# バスウェイ
バスウェイ（英: Busway）は、ブリスベントランスポートが主体となって建設しているバス専用道路の名称。2008年より混雑緩和のため、平日の15:30～19:00にブリスベンCBDの主要バス停（カルチュラルセンター、サウスバンク、マーターヒル、キングジョージスクエア、ローマストリート）へ入場するには、チケットもしくはゴーカードの所持が義務付けられた。チケットを持っていない乗客は、入り口にいるチケット販売のスタッフからチケットを購入し、入場することができる。

## 使用中のバスウェイ
- サウス・イースト・バスウェイ
- インナー・ノーザン・バスウェイ
- ボッゴロード・バスウェイ
- ノーザン・バスウェイ

## 建設予定のバスウェイ
- イースタン・バスウェイ
- サウスイースト・バスウェイ

## バスウェイのバス停

### サウスイーストバスウェイ
| 区域 | バス停                                     |
| ---- | ------------------------------------------ |
| 1    | クイーンストリート                         |
| 1    | カルチュラルセンター・バスウェイ           |
| 1    | サウスバンク・バスウェイ                   |
| 1/2  | マーターヒル・バスウェイ                   |
| 2    | ウーロンギャッバ・バスウェイ               |
| 2    | ブランダ・バスウェイ                       |
| 2    | グリーンスロープス・バスウェイ             |
| 3    | ホーランドパークウエスト・バスウェイ       |
| 3    | グリフィス大学・バスウェイ                 |
| 3/4  | アッパー・マウント・グラバット・バスウェイ |
| 4    | エイト・マイル・プレーンズ・バスウェイ     |

### インナーノーザンバスウェイ
| 区域 | バス停                             |
| ---- | ---------------------------------- |
| 1    | クイーンストリート                 |
| 1    | キングジョージスクエア・バスウェイ |
| 1    | ローマストリート・バスウェイ       |
| 1/2  | ノーマンビー・バスウェイ           |
| 1    | QUTケルビングローブ・バスウェイ    |
| 1    | RCHハーストン・バスウェイ          |

### ボッゴロードバスウェイ
| 区域 | バス停                                             |
| ---- | -------------------------------------------------- |
| 2    | ブランダ・バスウェイ                               |
| 2    | プリンセス・アレクサンドラ・ホスピタル・バスウェイ |
| 2    | ボッゴロード・バスウェイ                           |
| 2    | UQレイクス                                         |